# Diosdado Mbele
Diosdado Mbele Mangue (Malabo, 1997. április 8. –) egyenlítői-guineai labdarúgó.

## Pályafutása

### A válogatottban
2013. június 5-én mutatkozott be az Egyenlítői-Guinea válogatottban egy Togo elleni barátságos mérkőzésen. 2015-ben behívták a 2015-ös afrikai nemzetek kupájára készülő keretbe. Ezen a tornán négy mérkőzésen lépett pályára: Kongó (1–1), Burkina Faso (0–0), a Tunézia (2–1) elleni negyeddöntőben és Ghána (0–3) elleni elődöntőben. A csapatával a 4. helyen végzett ezen a tornán.